# Eleni Mawrudi
Eleni Mawrudi (ur. w 1984) – cypryjska lekkoatletka specjalizująca się w rzucie oszczepem.
W 2005 roku zdobyła brązowy medal podczas igrzysk małych państw Europy. Podczas dwóch kolejnych edycji tych zawodów, w 2007 oraz 2009, stawała na drugim stopniu podium. Medalistka mistrzostw Cypru oraz międzynarodowych mistrzostw Izraela. Rekord życiowy: 51,57 (2 czerwca 2009, Nikozja).

## Osiągnięcia
| Rok  | Impreza                               | Miejsce          | Pozycja    | Wynik |
| ---- | ------------------------------------- | ---------------- | ---------- | ----- |
| 2005 | Igrzyska małych państw Europy         | Andora           | 3. miejsce | 46,67 |
| 2007 | Igrzyska małych państw Europy         | Monako           | 2. miejsce | 46,17 |
| 2009 | Igrzyska małych państw Europy         | Nikozja          | 2. miejsce | 51,57 |
| 2009 | II liga drużynowych mistrzostw Europy | Bańska Bystrzyca | 5. miejsce | 44,65 |
| 2009 | Igrzyska śródziemnomorskie            | Pescara          | 5. miejsce | 49,45 |